# Рихтер, Юлия
Юлия Рихтер (нем. Julia Richter; род. 29 сентября 1988, Шведт, Франкфурт) — немецкая гребчиха, выступавшая за сборную Германии по академической гребле в период 2007—2017 годов. Серебряная призёрка летних Олимпийских игр в Лондоне, двукратная чемпионка мира, чемпионка Европы, победительница многих регат национального и международного значения.

## Биография
Юлия Рихтер родилась 29 сентября 1988 года в городе Шведт, ГДР. Заниматься академической греблей начала в 2005 году, проходила подготовку в Берлине в столичном гребном клубе «Ванзе».
Первого серьёзного успеха на взрослом международном уровне добилась в сезоне 2007 года, когда вошла в основной состав немецкой национальной сборной и побывала на чемпионате Европы в Познани, откуда привезла награду бронзового достоинства, выигранную в зачёте парных четвёрок. Также в этом сезоне стала серебряной призёркой на молодёжном мировом первенстве в Глазго и успешно дебютировала в Кубке мира, получив бронзу на этапе в австрийском Линце.
В 2008 году в одиночках выиграла молодёжную регату в Бранденбурге и выступила на европейском первенстве в Афинах.
В 2009 году добавила в послужной список серебряную медаль, добытую в четвёрках на молодёжном мировом первенстве в чешском Рачице.
На этапах Кубка мира 2010 года в Мюнхене и Люцерне показала третий результат в двойках и четвёрках соответственно. При этом на чемпионате Европы в Монтемор-у-Велью выиграла в четвёрках серебряную медаль, а на чемпионате мира в Карапиро взяла бронзу.
В 2011 году отметилась победами в четвёрках на этапах мирового кубка в Гамбурге и Люцерне, в той же дисциплине была лучшей на мировом первенстве в Бледе.
Благодаря череде удачных выступлений удостоилась права защищать честь страны на летних Олимпийских играх 2012 года в Лондоне — совместно с Кариной Бер, Бриттой Оппельт и Аннекатрин Тиле финишировала в парных четвёрках на второй позиции позади экипажа из Украины и тем самым завоевала серебряную олимпийскую медаль.
После лондонской Олимпиады Рихтер осталась в основном составе немецкой национальной сборной и продолжила принимать участие в крупнейших международных регатах. Так, в 2013 году в четвёрках помимо двух кубковых побед она одержала победу на европейском первенстве в Севилье и на мировом первенстве в Чхунджу, став таким образом двукратной чемпионкой мира по академической гребле.
В 2014 году выиграла серебряную медаль на чемпионате Европы в Белграде, тогда как на чемпионате мира в Амстердаме попасть в число призёров не смогла.
Пыталась пройти отбор на Олимпийские игры 2016 года в Рио-де-Жанейро, однако на европейской и финальной квалификационной регате в Люцерне в одиночках сумела дойти только до стадии полуфиналов.